# Outes
Outes är en kommun i Spanien. Den ligger i provinsen A Coruña i den autonoma regionen Galicien i nordvästra delen av landet, 500 km väster om huvudstaden Madrid. Antalet invånare är 6 049 (2024). Arean är 99,74 kvadratkilometer.